# Impasse Camille-Langlade
L'impasse Camille-Langlade est une voie de Toulouse, chef-lieu de la région Occitanie, dans le Midi de la France.

## Situation et accès

### Description
L'impasse Camille-Langlade est une voie publique. Elle se trouve dans le quartier de la Croix-de-Pierre, dans le secteur 2 - Rive gauche. Elle naît perpendiculairement à la route d'Espagne, au niveau d'un rond-point aménagé face au no 116. Elle est longue de 366 mètres. Dans sa première partie, l'impasse est orientée à l'est. Elle dessert une petite zone d'activité, ainsi que plusieurs zones de logements. Du côté sud, un sentier piéton permet de rejoindre l'allée Nicole-Girard-Mangin, qui longe la Garonne en traversant le site de l'ancienne usine AZF jusqu'à l'avenue Hubert-Curien, au cœur de l'Oncopole. L'impasse Camille-Langlade oblique ensuite au nord et aboutit à un des accès de service du lycée professionnel Joseph-Gallieni.
La chaussée compte une seule voie de circulation automobile en double-sens. La dernière partie de la rue est limitée à 30 km/h. Il n'existe pas d'aménagement cyclable.

### Voies rencontrées
L'impasse Camille-Langlade rencontre les voies suivantes, dans l'ordre des numéros croissants :
1. Route d'Espagne
2. Allée Nicole-Girard-Mangin - accès piéton

### Transports
L'impasse Camille-Langlade n'est pas directement desservie par les transports en commun. Elle débouche cependant sur la route d'Espagne, parcourue par les lignes du Linéo L5 et du bus 152.
La station de vélos en libre-service VélôToulouse la plus proche est la station no 241 (57 route d'Espagne).

## Odonymie
En 1934, lorsqu'elle est entrée dans le domaine public, l'impasse a été nommée en hommage à Camille Langlade, la fille des propriétaires des terrains qui bordaient la voie. Le nom de Langlade a par la suite été donné au vaste rond-point qui se trouvait au carrefour de la route d'Espagne et de l'avenue du Corps-Franc-Pommiès, une voie rapide tracée entre 1959 et 1969 en rocade dans l'ouest toulousain et devenue une partie de l'actuel périphérique. En 1997, le rond-point fut supprimé à la suite de la construction du viaduc routier et de l'échangeur no 25, qui ont conservé le nom de Langlade.

## Patrimoine et lieux d'intérêt

### Immeuble et maison
- no  5 : Les Portes d'Espagne.
Un immeuble de bureaux est construit entre 1967 et 1969 sur une vaste parcelle de 13 000 m2 à l'angle de la route d'Espagne (actuel no 99) : il abrite alors la direction régionale Pyrénées-Gascogne d'EDF-GDF. Le 21 janvier 2001, un agent est tué et l'immeuble durement touché par l'explosion de l'usine AZF. L'immeuble est par la suite cédé à la Caisse d'Épargne Midi-Pyrénées. Entre 2005 et 2006, il est réhabilité et transformé en centre d'affaires par les architectes toulousains Claude Alos Moreno et Michel Estève. Il propose une surface de 9 000 m2[4],[5],[6].

- no  9 : maison toulousaine.
La maison toulousaine est construite dans le premier quart du XXe siècle. Elle est bâtie en brique, parallèlement à l'impasse Camille-Langlade. Le corps de logis se développe sur trois travées. Au rez-de-chaussée, la porte est encadrée de deux fenêtres rectangulaires. Le comble à surcroît, séparé par un cordon, est percé de trois ouvertures qui ont des ornements en terre cuite. l'élévation est couronnée par une corniche moulurée[7].